# CSI: Miami
CSI: Miami è una serie televisiva statunitense trasmessa su CBS dal 2002 al 2012.
Si tratta del primo spin-off della serie TV CSI - Scena del crimine, le cui vicende ruotano attorno alle indagini della squadra del turno di giorno della polizia scientifica di Miami. Sebbene la serie sia accomunata a CSI - Scena del crimine per quanto riguarda il metodo di indagine e ricerca delle prove, talvolta CSI: Miami si avvicina alle serie poliziesche in senso stretto in quanto è caratterizzata da un ruolo più preponderante dell'azione vera e propria, che in alcuni episodi ruba la scena all'analisi scientifica.
Secondo una ricerca del 2006 condotta in oltre 20 paesi, CSI: Miami è risultata essere la serie televisiva più vista al mondo.
Dopo aver ridotto l'ordine per la decima stagione a soli 19 episodi allo scopo di far posto in palinsesto alla nuova serie NYC 22, il 13 maggio 2012 il network CBS ha comunicato che non avrebbe ordinato un'undicesima stagione dello show, decretandone ufficialmente la cancellazione.

## Episodi
| Stagione         | Episodi | Prima TV originale | Prima TV Italia |
| ---------------- | ------- | ------------------ | --------------- |
| Prima stagione   | 24      | 2002-2003          | 2003-2004       |
| Seconda stagione | 24      | 2003-2004          | 2004            |
| Terza stagione   | 24      | 2004-2005          | 2005            |
| Quarta stagione  | 25      | 2005-2006          | 2006            |
| Quinta stagione  | 24      | 2006-2007          | 2007-2008       |
| Sesta stagione   | 21      | 2007-2008          | 2008-2009       |
| Settima stagione | 25      | 2008-2009          | 2009-2010       |
| Ottava stagione  | 24      | 2009-2010          | 2010-2011       |
| Nona stagione    | 22      | 2010-2011          | 2011            |
| Decima stagione  | 19      | 2011-2012          | 2012            |

## Personaggi e interpreti

### Agenti e membri del laboratorio
- Horatio Caine (stagioni 1-10), interpretato da David Caruso, doppiato da Antonio Sanna.
È un analista forense, capo del laboratorio di criminologia del Dipartimento di polizia di Miami-Dade. Precedentemente lavorava come artificiere nell'esercito americano. Vive nel ricordo del defunto fratello Raymond, sospettato di essere un poliziotto corrotto, che in realtà Horatio scoprirà essere ancora vivo (anche se successivamente morirà, a causa del suo coinvolgimento in attività illegali). Caratteristico è il suo cinismo tagliente con il quale si relaziona alle persone. Scopre che la madre è stata uccisa dal padre, che era spesso violento. Nella quarta stagione sposa Marisol Delko, sorella di Eric, ma quest'ultima muore, uccisa dalla banda dei Malanoche. Horatio ed Eric si vendicheranno catturando il sicario dei mafiosi e dopo averlo malmenato lo costringeranno a rivelare che era stato il boss dei malavitosi a ordinare la morte della ragazza. Horatio ed Eric riusciranno a stanare il criminale e ad arrestarlo ma l'uomo riesce con un accordo con i federali a farsi estradare in Brasile e farsi rilasciare dalla prigione. Horatio ed Eric prevedendo che sarebbe accaduto lo inseguono in Brasile e dopo averlo stanato nuovamente lo uccidono e successivamente Horatio salva il nipote che era stato rapito dal boss per farne un corriere della droga. Nella sesta stagione scopre di essere il padre di Kyle Harmon, un ragazzo di sedici anni avuto dalla sua ex fidanzata Julia Winston.
- Calleigh Duquesne (stagioni 1-10), interpretata da Emily Procter, doppiata da Anna Rita Pasanisi.
È specialista in balistica ed è la seconda in grado a Horatio (infatti quando Horatio sarà a Rio con Delko a veder morire suo fratello, lei prende il suo posto per la durata della sua assenza). Calleigh, dalla corporatura slanciata e capelli biondi, conosce molto bene lo spagnolo e porta spesso gli altri a sottovalutarla, ma è un'ottima persona e un'eccellente agente. Suo padre è un avvocato alcolizzato e, nonostante i suoi tentativi per curarlo, spesso è ricaduto nel suo vizio; è comparso più volte nella serie: una volta è stato di aiuto per la risoluzione di un caso, un'altra volta per chiedere dei consigli alla sua "piccola costoletta" (com'è solito chiamarla) e un'altra volta perché pensava di avere ucciso un uomo mentre guidava ubriaco, nello stesso episodio in cui viene introdotto Ryan Wolfe. Calleigh segue alla lettera le regole in ogni momento. In L'imboscata Calleigh deve fare i conti con uno stalker che la perseguita attraverso un sito web. In L'ultima scommessa viene rapita e costretta a coprire una scena del crimine, ma viene poi salvata dai suoi colleghi. In Fumo nero Calleigh viene portata d'urgenza all'ospedale per aver inalato fumi tossici mentre scappava insieme a Ryan Wolfe da una casa che stava andando a fuoco. In L'evasione Calleigh spara senza saperlo ad Eric mentre sta scappando da un'area sospetta a bordo di un'auto con il padre; Eric è in condizioni critiche e un flashback del 1997 mostra il primo giorno di lavoro di Calleigh. Nella quinta stagione ha una relazione con il detective Jake Berkley, mentre nella settima ed ottava stagione porta avanti una relazione con Eric Delko. Nella decima stagione, grazie al sostegno di Eric, riesce ad adottare due bambini figli di un detenuto.
- Eric Delko (stagioni 1-10, ricorrente 8), interpretato da Adam Rodríguez, doppiato da Roberto Gammino.
È esperto in identificazione delle impronte e degli stupefacenti. È di origine cubana: la madre è emigrata negli Usa a bordo di una nave di esuli, mentre il padre è russo. Nella quarta stagione si scopre che ha una sorella, Marisol, malata di cancro, che poi si sposerà con Horatio; in seguito verrà uccisa dalla banda, dei "Malanoche" di conseguenza Eric e Horatio volendosi vendicare entrambi stanano il sicario che ha ucciso Marisol e dopo averlo pestato lo costringono a rivelare il nome del boss mandante dell'omicidio. Seppur riescano ad arrestare il boss questi grazie ad un accordo con i federali riesce a farsi estradare in brasile dove si fa rilasciare di prigione ed Eric e Horatio lo inseguono per fermarlo. Alla fine riusciti a stanare il boss riescono a ucciderlo vendicando Marisol salvando allo stesso tempo il nipote di Horatio rapito dal boss per farne un corriere della droga. Nella settima stagione inizia una relazione con Calleigh. Nell'ottava stagione lascia la scientifica, diventando personaggio ricorrente. Verrà integrato nell'agenzia investigativa Villani. Nella nona rientra nel cast principale e viene reintegrato nel team dopo la morte di Jesse Cardoza.
- Alexx Woods (stagioni 1-6, guest 7-8) interpretata da Khandi Alexander, doppiata da Isabella Pasanisi.
È un medico legale, sposata con due figli (un maschio, Bryan, e una femmina, Jaimie). Alexx è nota spesso per il suo "interloquire" con i cadaveri. Lascia il team CSI al termine del 19º episodio della sesta stagione, quando suo figlio rimane coinvolto in un'indagine della squadra, ma rimarrà accreditata nei titoli di testa fino a fine stagione. Riappare in alcuni episodi della settima e ottava stagione nel ruolo di guest star.
- Timothy Speedle, alias Tim Speedle (stagioni 1-3, guest 6), interpretato da Rory Cochrane, doppiato da Gianluca Tusco.
È nel cast nella prima e seconda stagione, e nel primo episodio della terza stagione, dove il suo personaggio rimane ucciso durante uno scontro a fuoco a causa di un proiettile che lo colpisce al petto. La sua morte lascerà un grande rimorso a Caine. Ricompare in alcuni flashback nella sesta stagione.
- Megan Donner (stagione 1), interpretata da Kim Delaney, doppiata da Pinella Dragani.
È nel cast dal 1º al 10º episodio della prima stagione. Ex capo della polizia, viene sostituita da Horatio dopo un periodo di allontanamento per vedovanza, lascia il lavoro perché le ricorda la morte del marito.
- Yelina Salas (stagione 3, ricorrente 1-2, guest 5-7), interpretata da Sofia Milos, doppiata da Cristina Boraschi.
È una detective della polizia, nonché cognata di Horatio Caine. Ha un figlio, Raymond Jr. (chiamato anche Ray). È entrata a far parte del cast ufficiale dalla terza stagione (nelle precedenti era una personaggio ricorrente). Nella quarta stagione si trasferirà a Rio de Janeiro con suo marito, nonché fratello di Horatio. Durante la quinta stagione farà ritorno a Miami, nel ruolo di una detective privata e comparirà fino alla settima stagione, ma solo in alcuni episodi.
- Ryan Wolfe (stagioni 3-10), interpretato da Jonathan Togo, doppiato da Marco Vivio.
È un ex agente di pattuglia. Ryan è entrato a far parte del cast dalla terza stagione (dopo la morte di Speedle), facendo subito una buona impressione su Horatio, che non si asterrà dall'aiutarlo ogni volta che si mette nei guai. Curioso è il fatto che Horatio, nonostante gli dia del tu, lo chiami sempre "signor Wolfe", tranne in casi rari in cui lo chiama per nome.
- Frank Tripp (stagioni 5-10, ricorrente 1-4), interpretato da Rex Linn, doppiato da Michele Gammino.
È un detective della omicidi che accompagna la squadra per le scene del crimine. Presente sporadicamente fin dalla prima stagione, è diventato un personaggio fisso a partire dalla quinta stagione. Ha un buon rapporto di lavoro con tutti gli agenti della squadra. È divorziato con tre figli, come ha rivelato nell'episodio La strada della droga. Dopo aver superato l'esame di sergente all'inizio dell'episodio Il figlio, viene richiesto come agente di pattuglia in uniforme, ma presto torna all'unità omicidi e in borghese in Guerriglieri nella nebbia. Per tutta la prima parte della serie, Frank e Horatio non vanno molto d'accordo, ma si sono spesso visti insieme sulle scene del crimine. Dopo che Ryan Wolfe viene licenziato e, in seguito, reintegrato, Tripp e Ryan sembrano essere in conflitto. In Reazione a catena, Tripp ordina a Ryan di prendere le impronte digitali di un telefono del carcere e gli dice che lui è la sua "scimmia preferita", nel tentativo di insultarlo.
- Natalia Boa Vista (stagioni 5-10, ricorrente 4), interpretata da Eva LaRue, doppiata da Claudia Razzi.
È inizialmente nota come specialista di casi irrisolti, ma in realtà Natalia entra nel laboratorio della scientifica (nella quarta stagione) come spia dei federali, per poi diventare personaggio principale nella quinta stagione. Ha un flirt con Eric.
- Tara Price (stagione 7), interpretata da Megalyn Echikunwoke, doppiata da Rossella Acerbo.
È il nuovo medico legale, sostituta di Alexx Woods nella settima stagione. Appare per la prima volta nell'episodio La torcia umana ed entrerà nel cast regolare a partire dall'episodio Ingannando la morte. Nel corso degli episodi si verrà a sapere che Tara fa uso di droghe all'interno del laboratorio e Ryan Wolfe, per caso, la coglie sul fatto e la ragazza gli chiede di coprirla. Nell'episodio Dissolto, Ryan le dice di non poterla più aiutare e alla fine dell'episodio Tara viene arrestata. Verrà sostituita dal dott. Tom Loman.
- Jesse Cardoza (stagione 8, guest 9), interpretato da Eddie Cibrian, doppiato da Gianfranco Miranda.
È stato un ufficiale LAPD, che lo ha trasferito di nuovo al MDPD. Nell'episodio Tempo scaduto, un episodio flashback, si torna al 1997, quando Cardoza lasciò il laboratorio di Miami per il suo trasferimento a Los Angeles, in seguito alla conclusione di un caso che ha portato Horatio Caine a diventare capo della nuova unità investigativa che è diventata CSI. Egli ritorna nell'episodio L'ultima chance come membro del team, prendendo il posto di Eric Delko. Al suo ritorno, il laboratorio viene attaccato da un uomo e viene preso in ostaggio insieme ad altre tre persone, ma grazie a Horatio esce indenne dal sequestro. Dopo di che, nell'episodio L'ultimo spettacolo, emerge una discrepanza nel chilometraggio di un Hummer che Calleigh aveva prestato a Jesse; così Calleigh chiede spiegazioni a Jesse che, in un secondo momento, le spiega tutto. Jesse confida di aver seguito una donna che era in pericolo da un uomo che lui stesso aveva affrontato in California, e che aveva voluto il trasferimento a Miami, perché l'uomo in questione aveva anche ucciso sua moglie. Muore nel primo episodio della nona stagione a causa di un trauma cranico subito dalla caduta, dopo aver inalato del gas tossico al termine dell'ottava stagione.
- Walter Simmons (stagioni 8-10), interpretato da Omar Benson Miller, doppiato da Oreste Baldini.
È un ufficiale nativo della Louisiana, specialista nei furti d'arte. La sua prima apparizione avviene nell'episodio Azione fulminante. Egli entra poi a far parte del cast principale nell'episodio Sposo scomparso. Ha buoni rapporti di lavoro con tutti i colleghi della squadra.

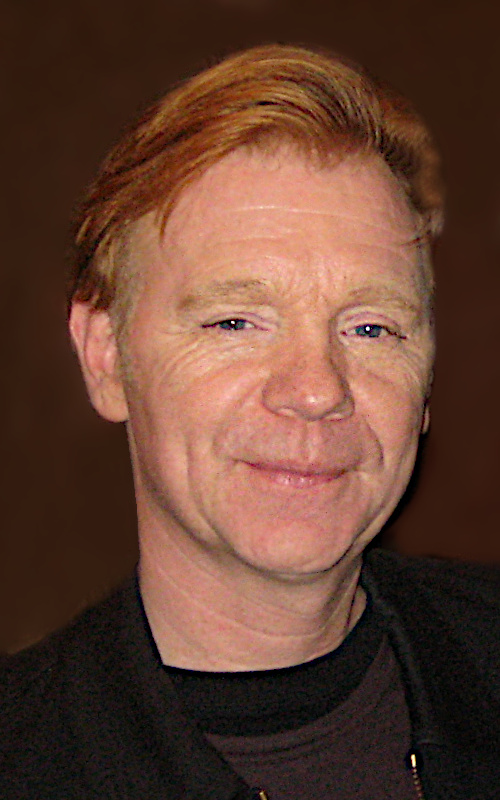
David Caruso interpreta Horatio Caine
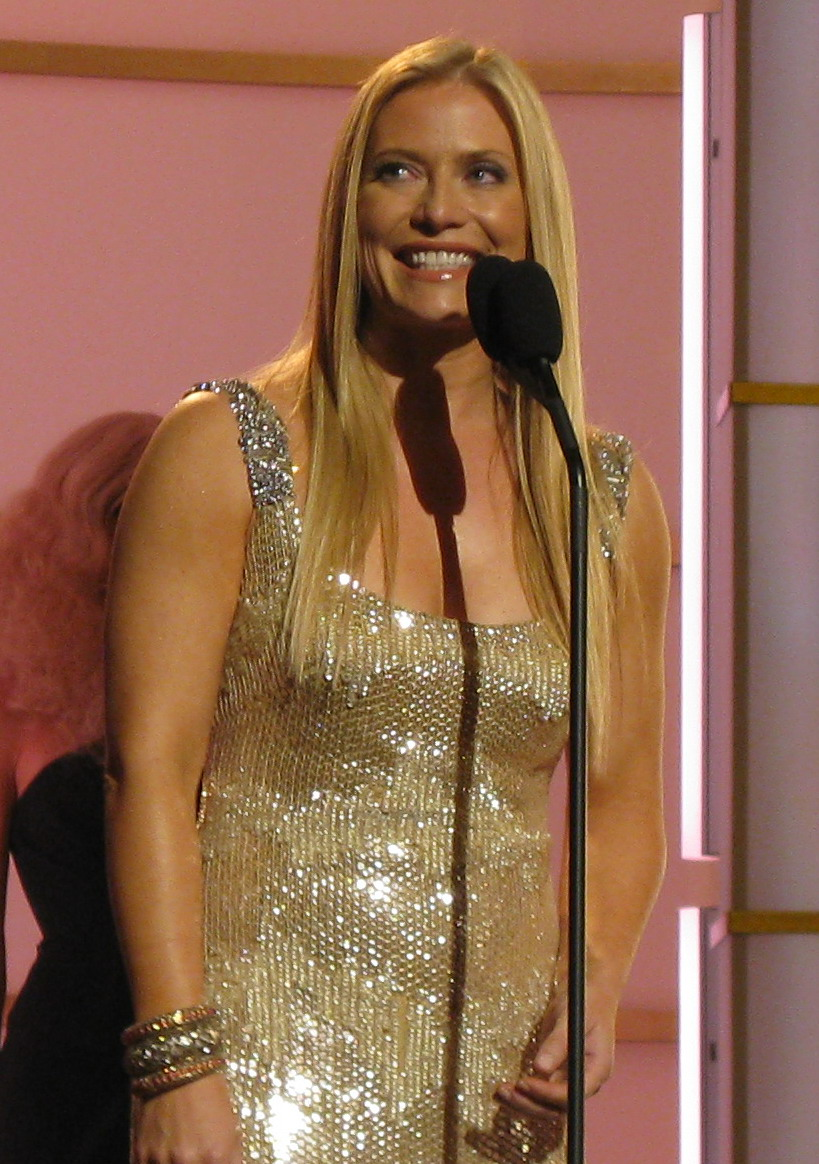
Emily Procter interpreta Calleigh Duquesne
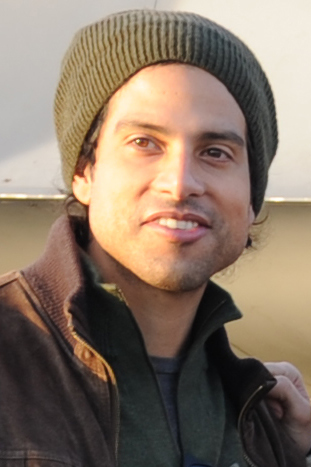
Adam Rodríguez interpreta Eric Delko
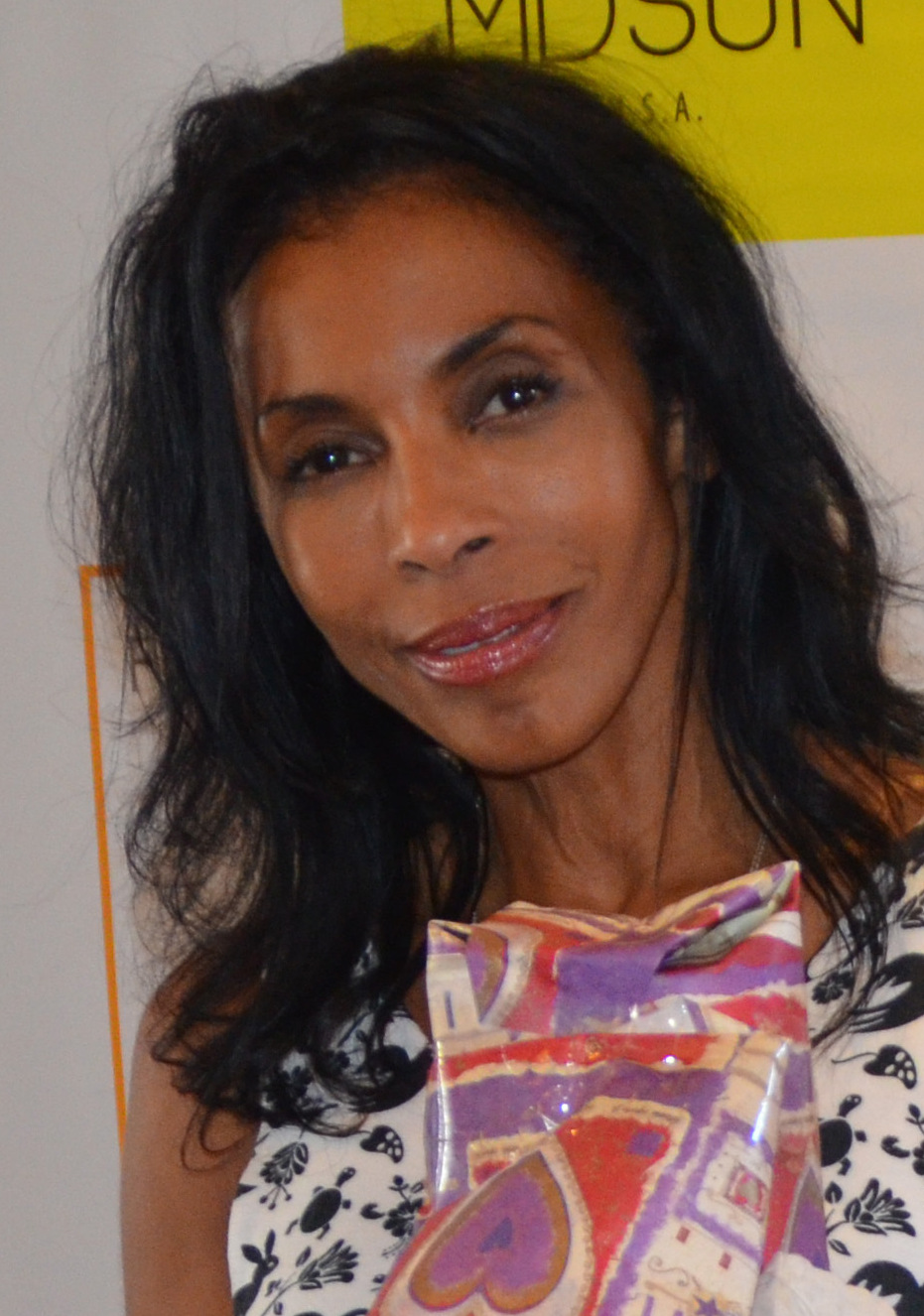
Khandi Alexander interpreta Alexx Woods
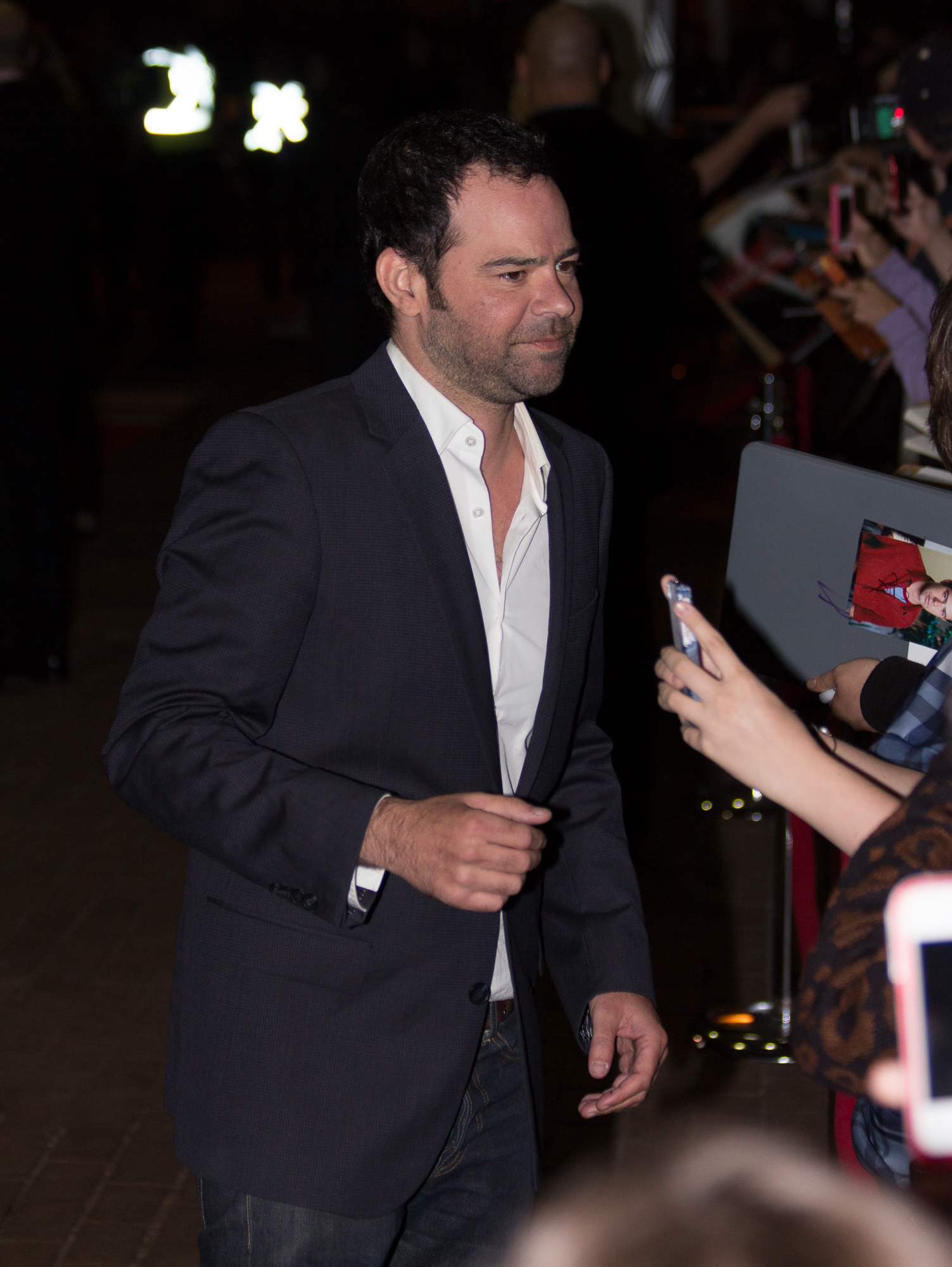
Rory Cochrane interpreta Tim Speedle
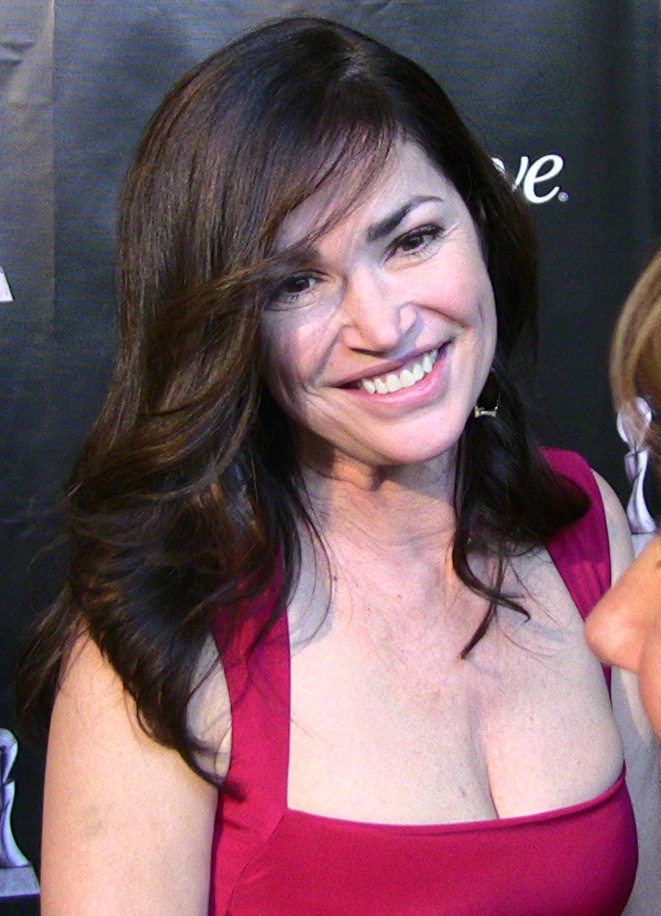
Kim Delaney interpreta Megan Donner
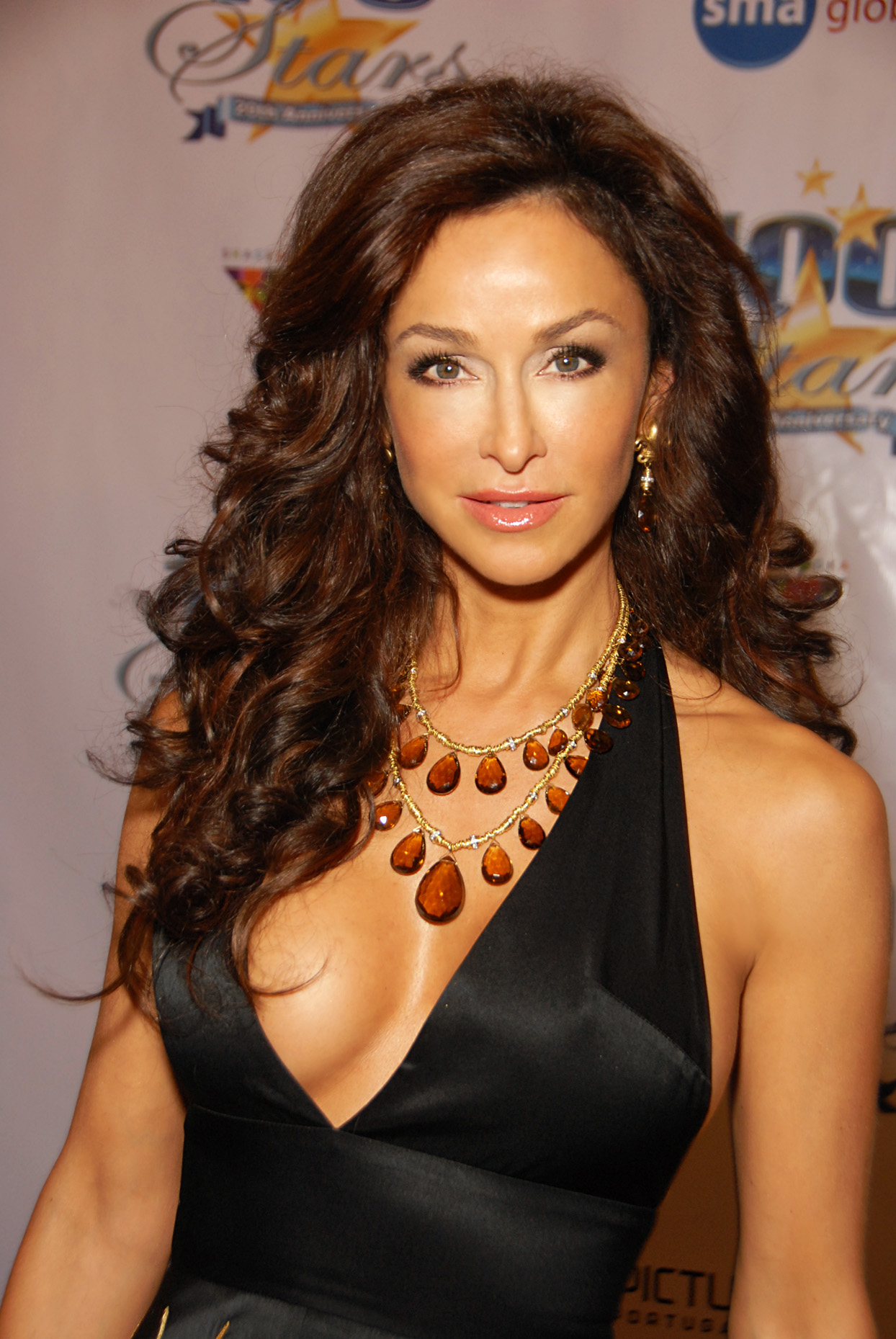
Sofia Milos interpreta Yelina Salas
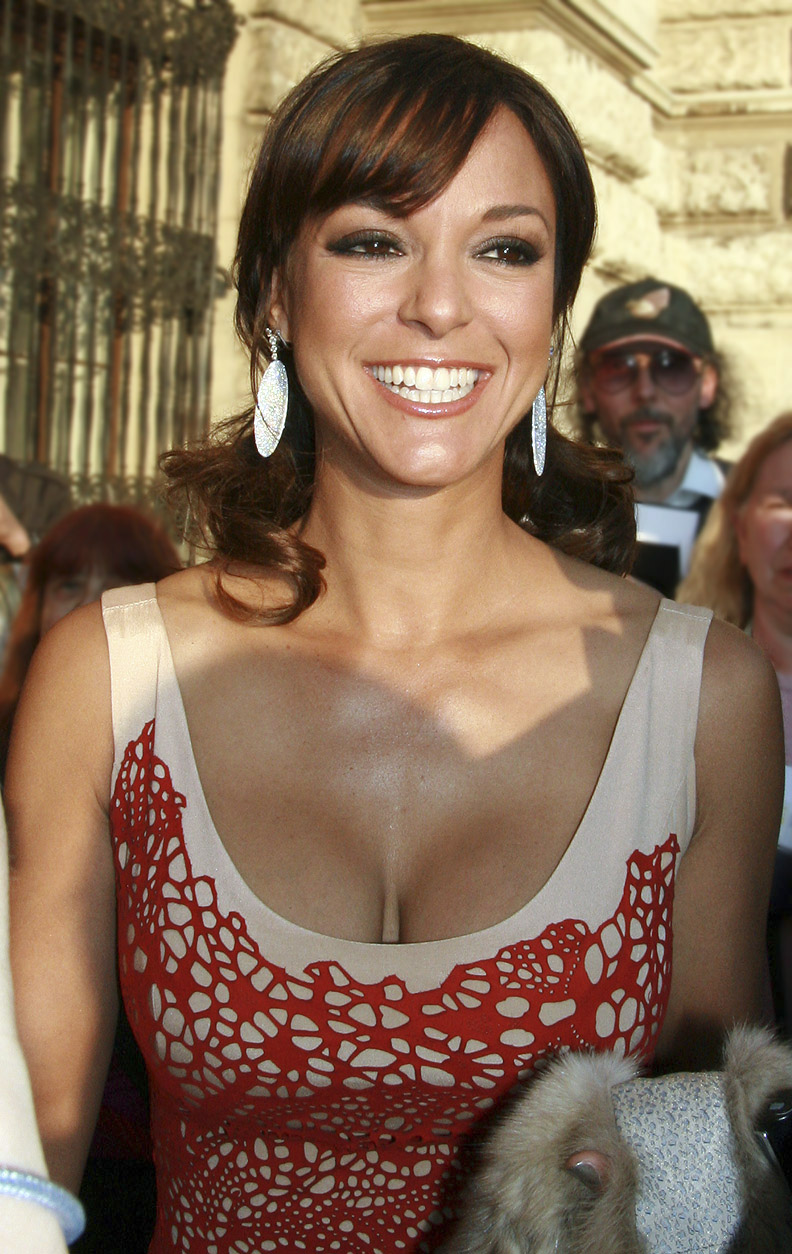
Eva LaRue interpreta Natalia Boa Vista
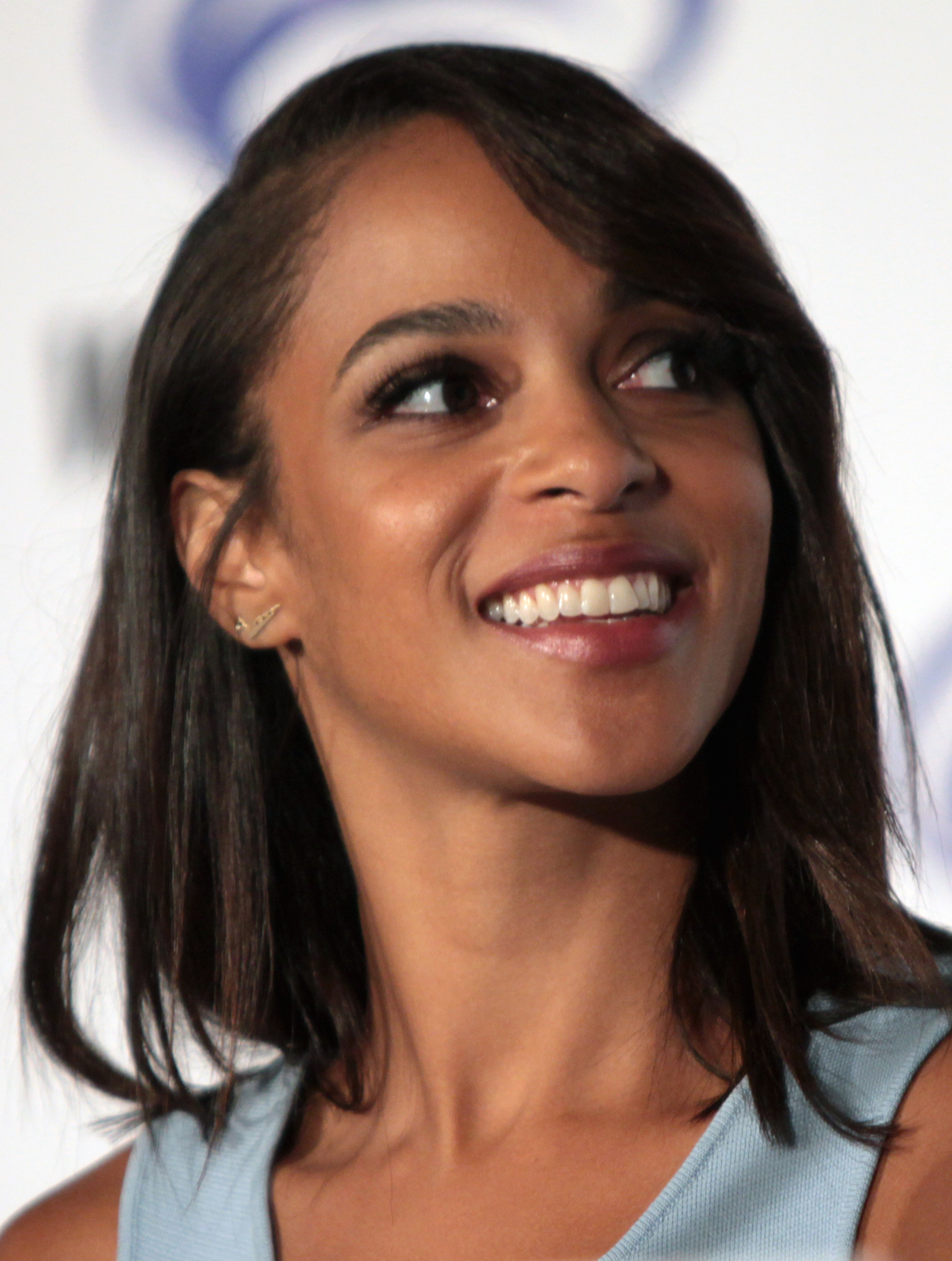
Megalyn Echikunwoke interpreta Tara Price
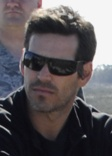
Eddie Cibrian interpreta Jesse Cardoza
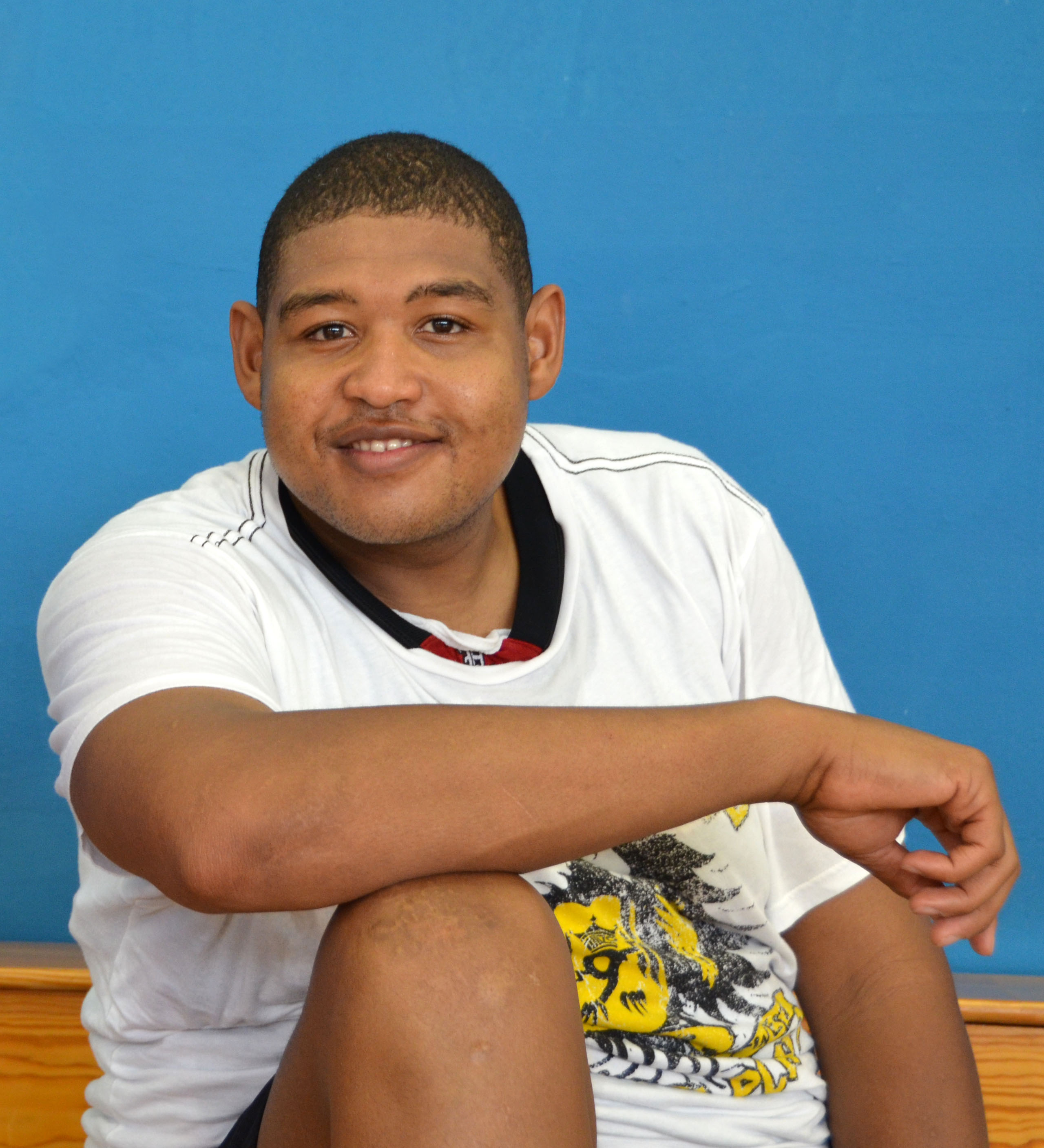
Omar Benson Miller interpreta Walter Simmons

### Personaggi secondari
- Adell Sevilla (stagione 1) interpretata da Wanda De Jesus, doppiata da Doriana Chierici.
È una detective che affianca Horatio nella prima stagione. Verrà sostituita in seguito da Yelina Salas.
- Maxine Valera (stagioni 2-8) interpretata da Boti Bliss, doppiata da Giovanna Martinuzzi.
È il personaggio che appare più frequentemente. Maxine è specializzata nell'analisi di impronte digitali e DNA.
- Cynthia Wells (stagioni 2-7) interpretata da Brooke Bloom.
È una tecnica di laboratorio, esperta di grafologia e analisi delle calligrafie.
- Aaron Peters (stagioni 3-4) interpretato da Armando Valdes-Kennedy.
È un membro del laboratorio, specializzato nella localizzazione di residui di sparo o altro.
- Monica West (stagione 4) interpretata da Bellamy Young.
È una procuratrice di Stato. Segue le indagini di Horatio in alcuni episodi della quarta stagione, ma alla fine si scoprirà di essere l'assassina di una ragazza innocente.
- Dan Cooper (stagioni 4-6) interpretato da Brendan Fehr, doppiato da Gabriele Lopez.
È un tecnico di laboratorio, esperto nell'analisi di fibre e capelli. Ha involontariamente rischiato di far uccidere Calleigh nella sesta stagione, perché per vendicarsi del fatto che lei lo avesse fatto licenziare ha creato un sito internet che parla di lei rivelando informazioni riservate. Quando si rende conto di averla messa in pericolo aiuta la squadra a salvarla.
- Tom Loman (stagioni 7-10) interpretato da Christian Clemenson, doppiato da Ambrogio Colombo.
È il medico legale che sostituisce Tara Price a partire dall'ultimo episodio della settima stagione.
- Samantha Owens (stagione 10) interpretata da Taylor Cole, doppiata da Joy Saltarelli.
È un membro del laboratorio ed esperta nell'analisi di foto e video.

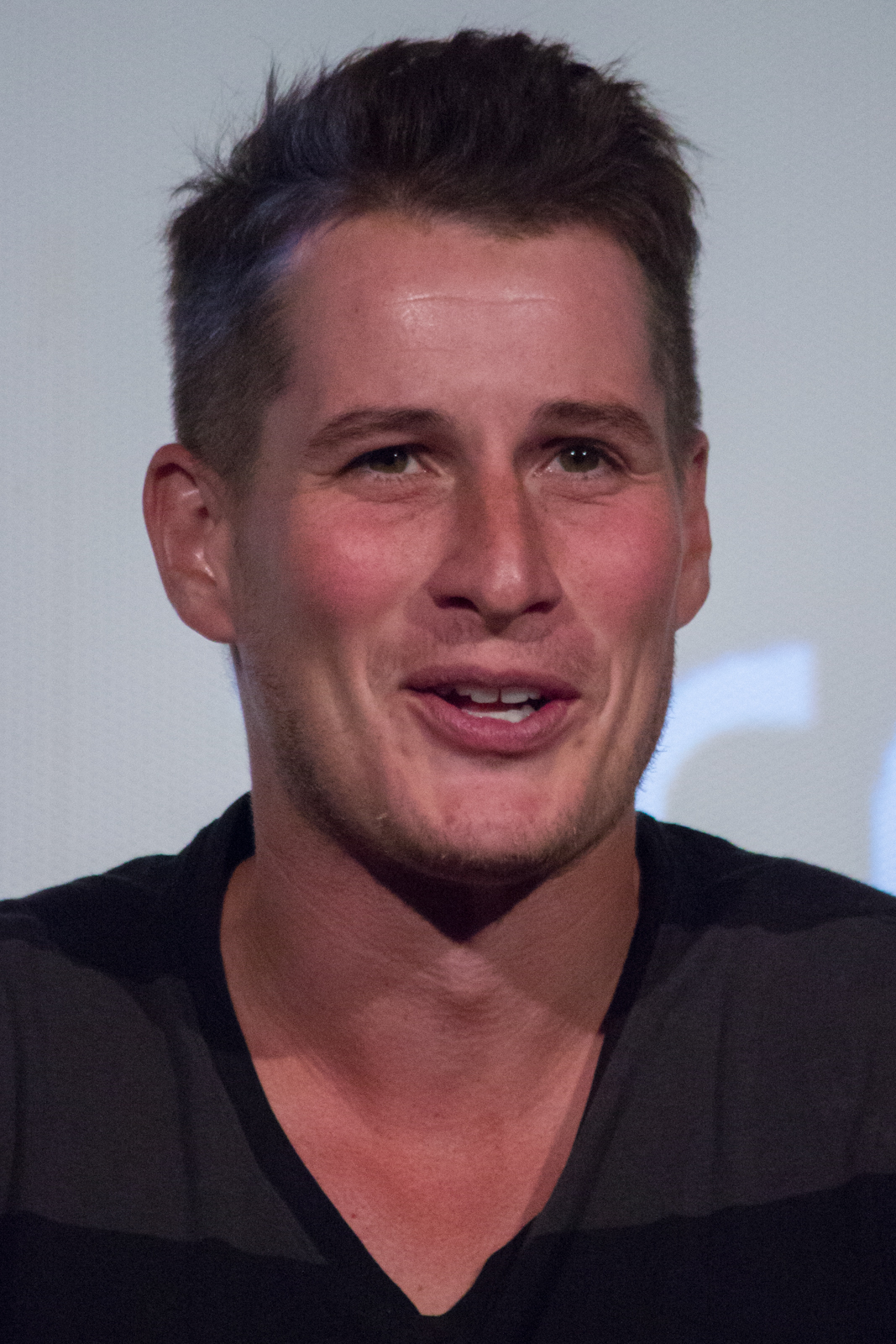
Brendan Fehr interpreta Dan Cooper
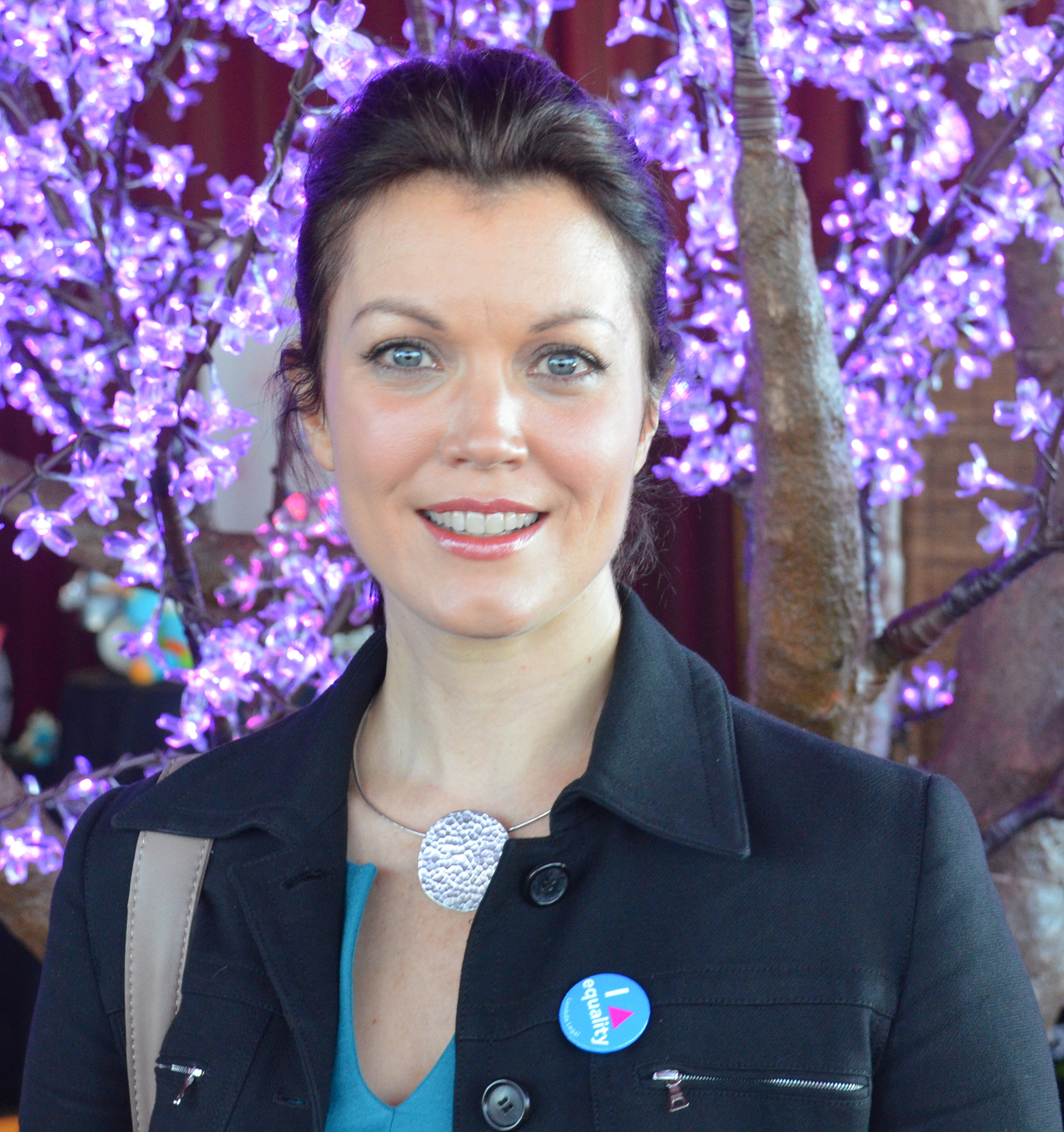
Bellamy Young interpreta Monica West

### Criminali principali
- Rick Stetler (stagioni 2-8), interpretato da David Lee Smith, doppiato da Valerio Sacco.
Inizialmente era un agente degli affari interni, Horatio riuscì a ottenere la promozione a tenente soffiandola a Rick, per tal motivo quest'ultimo cerca sempre di creare dei problemi a Horatio e alla sua squadra. Da diversi anni Rick non fa che rubare merce di valore dai depositi della polizia. Fa uccidere un agente e cerca di far ricadere la colpa su Wolfe, quando Horatio e la sua squadra lo scoprono lo fanno arrestare.
- Clavo Cruz (stagioni 2-5), interpretato da Gonzalo Menendez, doppiato da Riccardo Rossi.
Entra nel mirino di Horatio quando lui e suo fratello uccidono una ragazza; essendo il figlio di un ambasciatore può godere dell'immunità diplomatica oltre al fatto che il padre di Clavo per aiutare le truppe statunitensi a sgominare cellule terroristiche fa torturare i terroristi nel suo paese per estorcere loro informazioni per arrivare ai loro capi ma in cambio di non infastidire i suoi familiari altrimenti non li avrebbe più aiutati ad avere le informazioni ottenute dalle confessioni dei terroristi e quindi la sicurezza nazionale è costretta a sottostare a tali richieste pur di continuare ad ottenere tali informazioni pertanto non potendo nemmeno espellerlo dal paese per tali ragioni la passa liscia, mentre suo fratello viene arrestato grazie ad un cavillo che ne vanifica l'immunità. Senza volerlo commette un secondo omicidio nel tentativo di importare droga nel paese aveva usato come corriere della droga un boa constranticor che inavvertitamente aveva ucciso una ragazza oltre al fatto che la droga importata aveva ucciso un ragazzo a causa di un'overdose, perciò Horatio nuovamente cerca di trovare il modo di metterlo in prigione. Scopre che Clavo non è il figlio dell'ambasciatore, ma è il frutto di una relazione adultera tra la moglie dell'ambasciatore e un altro uomo, dunque il padre, deluso, gli fa revocare l'immunità e così Horatio lo fa arrestare. Riesce a fuggire dalla prigione, uccide per vendetta il suo padre adottivo per averlo rinnegato e fa ferire l'agente Delko con un colpo di fucile, cerca di farsi aiutare dal suo padre biologico senza successo. Ormai senza più niente e nessuno per cui vivere, va spontaneamente da Horatio per un conflitto a fuoco e viene ucciso da quest'ultimo con un colpo al cuore.
- Henry Darius (stagione 4), interpretato da James Badge Dale, doppiato da Oreste Baldini.
È un serial killer, nemico personale di Caine.
- Joseph Salucci (stagioni 4-7), interpretato da James Russo, doppiato da Claudio Fattoretto.
È un noto boss della mafia.
- Memmo Fierro (stagioni 5-10), interpretato da Robert LaSardo, doppiato da Stefano Mondini.
È uno spietato killer e boss dei Malanoche, esecutore dell'omicidio della moglie di Horatio, Marisol Delko; viene arrestato più volte da Horatio. Nonostante sia un assassino Memmo ha una sorta di coscienza morale e lo ha mostrato quando è evaso di prigione per vendicare i soprusi subiti dalla figlia che era stata sbattuta in affidamento e maltrattata cosa che porta Memmo a uccidere tutti coloro che le avevano fatto del male.
- Antonio Riaz (stagione 5-6), interpretato da Vincent Laresca.
È il boss dei Malanoche, il mandante dell'omicidio di Marisol. Horatio lo uccide in Brasile, con l'aiuto di Delko, con un coltello.
- Esteban Navarro (stagione 10), interpretato da Kuno Becker, doppiato da Alessandro Quarta.
È un serial killer, soprannominato "il mostro di Miami", che uccide prostitute e colleziona gli occhi delle sue vittime come trofei in un barattolo. Verrà sconfitto da Horatio dopo che questi scopre il nascondiglio dove tortura e uccide le sue vittime, insieme al barattolo contenente gli occhi che il serial killer aveva asportato alle ragazze uccise, venendo così condannato all'ergastolo.

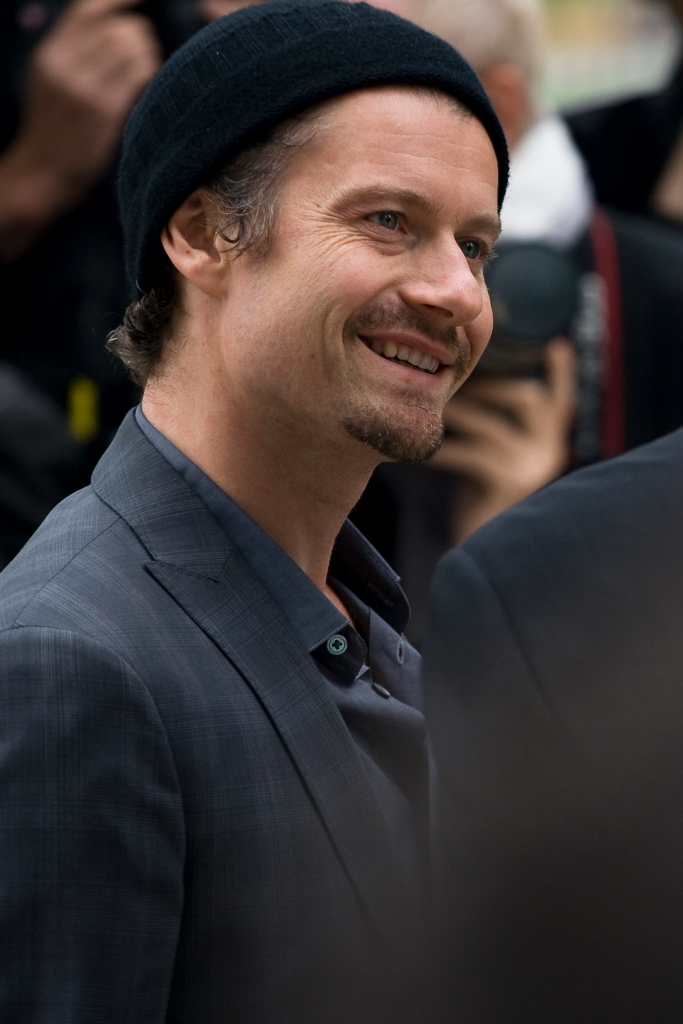
James Badge Dale interpreta Henry Darius
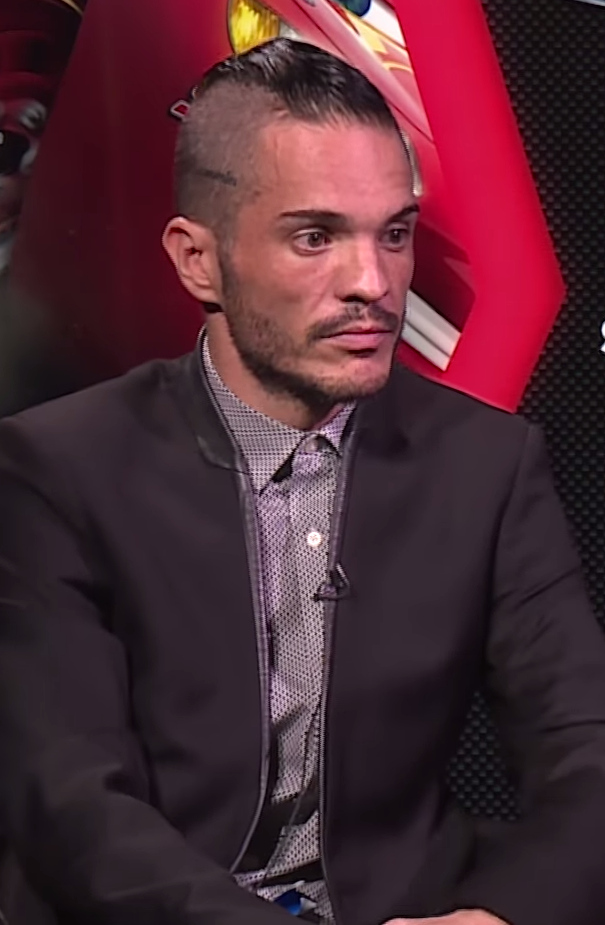
Kuno Becker interpreta Esteban Navarro

### Altri personaggi
- Jake Berkeley (stagioni 5-8), interpretato da Johnny Whitworth, doppiato da Francesco Prando.
È un agente dell'ATF, specializzato in lavori sotto copertura. Esce con Calleigh per un certo periodo, ma lei decide di lasciarlo capendo che non può costruire una relazione con un uomo che lavora sempre in incognito.
- Kyle Harmon (stagioni 6-8 e 10), interpretato da Evan Ellingson, doppiato da Simone Crisari.
È il figlio del tenente Horatio Caine. Horatio scopre nella sesta stagione, quando Kyle ha sedici anni, di avere un figlio, avuto dalla sua ex fidanzata Julia Winston, un'infermiera di guerra alla quale aveva affermato di chiamarsi John Walter poiché era in missione sotto copertura. Lei era poi sparita qualche mese dopo, ma era incinta e alla nascita del bambino, che chiamò Kyle, registrò come nome del padre John Walter. Horatio, dopo aver ritrovato il figlio, cercherà di recuperare con lui cresciuto con un passato turbolento a causa delle molte famiglie affidatarie in cui è stato. Kyle finisce però in prigione dopo aver rapito una donna dopo essere stato ricattato e minacciato da un criminale che aveva minacciato di far ricadere la colpa di un delitto da lui commesso sul ragazzo innocente e temendo di non essere creduto aveva ceduto anche se poi lascerà andare la donna rapita poco dopo in preda al rimorso. In prigione diventa bersaglio di un boss mafioso che cerca di farlo finire nei guai tuttavia Horatio costringe il criminale a lasciare in pace Kyle minacciando di far uccidere il mafioso dai detenuti dopo aver scoperto che l'uomo è il padre di un pedofilo e poiché i pedofili né i loro parenti sono tollerati in galera se Horatio avesse rivelato ciò ai carcerati il boss sarebbe stato ucciso. L'uomo per evitare la morte decide di lasciare in pace il ragazzo. Successivamente Kyle viene tirato fuori di prigione grazie all'aiuto inaspettato di sua madre. Poco dopo Kyle studia e trova lavoro come assistente all'obitorio della città e diventa poi un soldato dell'esercito degli Stati Uniti.
- Josh Avery (stagione 10), interpretato da Ryan McPartlin, doppiato da Massimiliano Virgilii.
Assistente del procuratore distrettuale e fidanzato dell'agente Samantha Owens, è un funzionario corrotto, colpevole di appropriazione indebita; viene ucciso nell'ultimo episodio da Samantha.

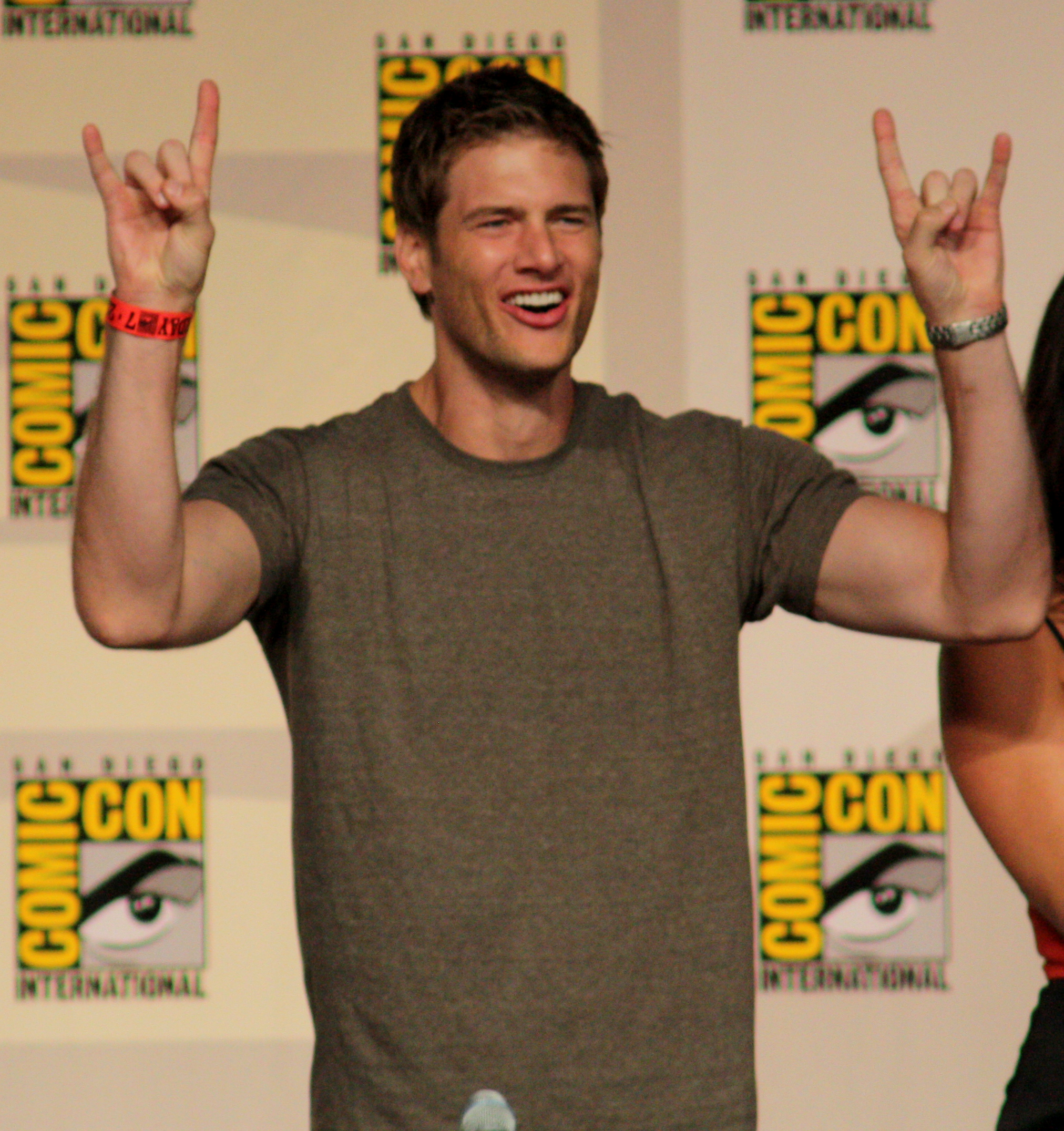
Ryan McPartlin interpreta Josh Avery

## Produzione
Il 9 maggio 2002 è stato trasmesso negli Stati Uniti l'episodio pilota di CSI: Miami, diretto da Danny Cannon e intitolato Doppia giurisdizione (Cross-Jurisdictions). Si tratta di un back-door pilot corrispondente al 22º episodio della seconda stagione di CSI - Scena del crimine.
La serie è stata prodotta da Jerry Bruckheimer Television in collaborazione con la società canadese Alliance Atlantis e CBS Productions (s.1-3), CBS Paramount Television (s.4-7) e CBS Television Studios (s.8-10). Durante la nona stagione lo show ha tagliato il traguardo del 200º episodio.

### Location
Sebbene ambientata in Florida, CSI: Miami è stata girata principalmente in California. Le scene di interni sono state girate nei Raleigh Manhattan Studios di Manhattan Beach. La maggior parte delle scene in esterno è invece stata girata a Long Beach, nonché nelle zone di Manhattan Beach e Redondo Beach. Alcune spiagge situate a Downtown Long Beach sono spesso visibili negli episodi girati all'esterno, tra cui Marina Green Park e Rainbow Laguna Park. Le frequenti riprese di grattacieli sono un accorgimento utilizzato per dare la sensazione di essere a Miami. Poche sono le scene girate nella contea di Miami-Dade, in Florida. Le riprese del palazzo di giustizia nella baia di Biscayne sono state in realtà girate nel parco Water Garden, a Santa Monica. Sono spesso visibili altre località di Long Beach, come il Naples District, dove i canali e le case di lusso, con moli per barche di grandi dimensioni e palme, ricreano un ambiente molto simile a quello di Miami. L'edificio utilizzato per le riprese esterne del laboratorio scientifico del Miami-Dade Police Department è in realtà la sede centrale della Federal Aviation Administration Federal Credit Union, situata a Hawthorne.

## Colonna sonora
- Come per CSI - Scena del crimine, è stata scelta una canzone dei The Who per i titoli di testa e di coda: in questo caso si tratta di Won't Get Fooled Again, brano di chiusura dell'album Who's Next.

## Crossover
- I personaggi di CSI: Miami sono stati introdotti nel 22º episodio della seconda stagione di CSI - Scena del crimine (Doppia giurisdizione). In conseguenza di un rapimento, Catherine Willows e Warrick Brown si recano a Miami per interrogare un testimone, entrando così in contatto con Horatio Caine e il resto della squadra della polizia scientifica della città.
- Nel 23º episodio della seconda stagione (Omicidio allo specchio) Horatio Caine, a seguito di un'indagine che lo porta a New York, entra in contatto con i personaggi dell'altro spin-off di CSI - Scena del crimine, CSI: NY, che vengono così introdotti per la prima volta.
- Il legame fra Horatio Caine e Mac Taylor si rafforzerà ulteriormente in un doppio crossover, intitolato Caccia all'uomo: le vicende iniziano nel 7º episodio della quarta stagione di CSI: Miami, quando Mac Taylor raggiunge Horatio Caine a Miami per aiutarlo a catturare un omicida, e si concludono nel 7º episodio della seconda stagione di CSI: NY, quando è Horatio a seguire Mac nella "grande mela" per terminare le ricerche.
- Durante l'ottava stagione di CSI: Miami è stato realizzato un crossover tra tutte le tre serie CSI: la storia inizia a Miami nel 7º episodio dell'ottava stagione, continua a New York nel 7º episodio della sesta stagione di CSI: NY e termina a Las Vegas nel 7º della decima stagione di CSI - Scena del crimine.[3]

## Altri media
Dalla serie è stato tratto un videogioco omonimo, pubblicato nel 2004 per Windows e nel 2008 per iOS.
Nel 2024 viene annunciata The Real CSI: Miami, una docu-serie true crime ispirata a CSI: Miami e incentrata su veri delitti commessi a Miami, in onda dal 26 giugno dello stesso anno su CBS.